# Carol Lewis
Ne doit pas être confondu avec Carl Lewis ou Lewis Carroll.
Carol LeGrant Lewis (née le 8 août 1963 à Birmingham) est une athlète américaine spécialiste du saut en longueur. Elle est la sœur cadette de Carl Lewis, ancien détenteur du record du monde du 100 mètres.

## Carrière
Elle remporte huit titres de championne des États-Unis : quatre en plein air en 1982, 1983, 1985 et 1986 et quatre en salle en 1983, 1984, 1985 et 1991. En 1982, Carol Lewis atteint la marque de 6,81 m lors des Championnats nationaux de Knoxville et améliore le record d'Amérique du Nord junior de la discipline.Étudiante à l'Université de Houston, elle remporte le titre NCAA de la longueur en 1983. La même année, elle rejoint son frère Carl au sein du Santa Monica Track Club.
Sa première médaille lors d'une compétition internationale majeure est obtenue lors des Championnats du monde 1983 d'Helsinki où l'Américaine prend la troisième place de la finale avec un bond à 7,04 m (vent supérieur à la limite autorisée), s'inclinant face à L'Est-allemande Heike Daute-Drechsler et la Roumaine Anisoara Cusmir-Stanciu. Titrée lors des sélections olympiques américaines de 1984, elle se classe neuvième des Jeux de Los Angeles avec un saut à 6,43 m. Vainqueur de son deuxième titre NCAA en début d'année 1985, elle établit le 21 août 1985 lors du meeting de Zurich un nouveau record des États-Unis avec la marque de 7,04 m. Elle se classe troisième de la Coupe du monde des nations disputée en fin de saison 1985 à Canberra.
Elle participe aux Jeux olympiques de 1988 où elle est éliminée dès les qualifications.

### Palmarès
| Date | Compétition                    | Lieu        | Résultat | Performance |
| ---- | ------------------------------ | ----------- | -------- | ----------- |
| 1983 | Championnats du monde          | Helsinki    | 3e       | 7,04 m      |
| 1984 | Jeux olympiques                | Los Angeles | 9e       | 6,43 m      |
| 1985 | Coupe du monde des nations     | Canberra    | 3e       | 6,88 m      |
| 1991 | Championnats du monde en salle | Séville     | 8e       | 6,55 m      |

### Records
| Épreuve          | Performance | Lieu   | Date         |
| ---------------- | ----------- | ------ | ------------ |
| Saut en longueur | 7,04 m      | Zurich | 21 août 1985 |